# Roger Ascham
Roger Ascham (North Yorkshire, 1515 - Londres, 30 de Dezembro de 1568) foi um escritor, intelectual e humanista Inglês.
Juntou-se à Universidade de Cambridge, na idade de 14 anos, onde estudou a língua grega .Entre 1548 e 1550 , tornou-se professor da Rainha Elizabeth I em grego e latim , continuando o seu serviço depois que ela subiu ao trono .
The Scholemaster que é sua obra mais conhecida e que o tornou famoso  começou a ser trabalhada em 1563 e foi publicada postumamente em 1570, aborda a psicologia da aprendizagem, a educação integral e a personalidade moral e intelectual ideal que a educação deve moldar.